# Lecithochirium platessae
Lecithochirium platessae är en plattmaskart. Lecithochirium platessae ingår i släktet Lecithochirium och familjen Hemiuridae. Inga underarter finns listade i Catalogue of Life.